# Porto Moniz
Porto Moniz (prononcé en portugais : [ˈpoɾ.tu muˈniʃ]) est une ville de l'île de Madère, située au nord-ouest de l'île.  Sa population est de 6 198 habitants.
Jusqu'en 1533, le lieu s'appelait Ponta do Tristão.

## Transports
Porto Moniz a longtemps été isolé du reste de l'île, la route qui la relie désormais à Funchal n'ayant été construite qu'après la Seconde Guerre mondiale.

## Géographie
- Localisation:
  - Latitude: 32.85 (32°51') N
  - Longitude: 17.1667 (17°10') O
- Altitude: 336 m

Porto Moniz a une école, un lycée, un gymnase, des banques, un petit port et une place (praça), ainsi qu'un aquarium (Aquarium de Madère), installé dans l’ancien fort São João Batista (1730) et un centre culturel et scientifique (Ciência Viva). Elle possède aussi des « piscines naturelles » d'origine volcanique, en bord de mer. Plusieurs îlots se situent au large de la municipalité comme l'Îlot Comprido, l'Ilheuzinho, l'Îlot Mole ou l'Îlot de Rama.

## Paroisses
| Paroisse          | Population | Superficie | Densité  | Altitude | Location                               |
| ----------------- | ---------- | ---------- | -------- | -------- | -------------------------------------- |
| Achadas da Cruz   | 220        | 10 km²     | 22/km²   | 575 m    | 32.833 (32°50') N 17.21667 (17°13') W  |
| Porto Moniz       | 1 700      | 21 km²     | 81 km²   | 336 m    | 32.85 (32°51') N 17.1667 (17°10') W    |
| Ribeira da Janela | 291        | 19.9 km²   | 14.6/km² | 575 m    | 32.833 (32°50') N 17.15 (17°9') W      |
| Seixal            | 716        | 29.5 km²   | 24.3/km² | 470 m    | 32.81667 (32°49') N 17.11667 (17°7') W |

## Photos

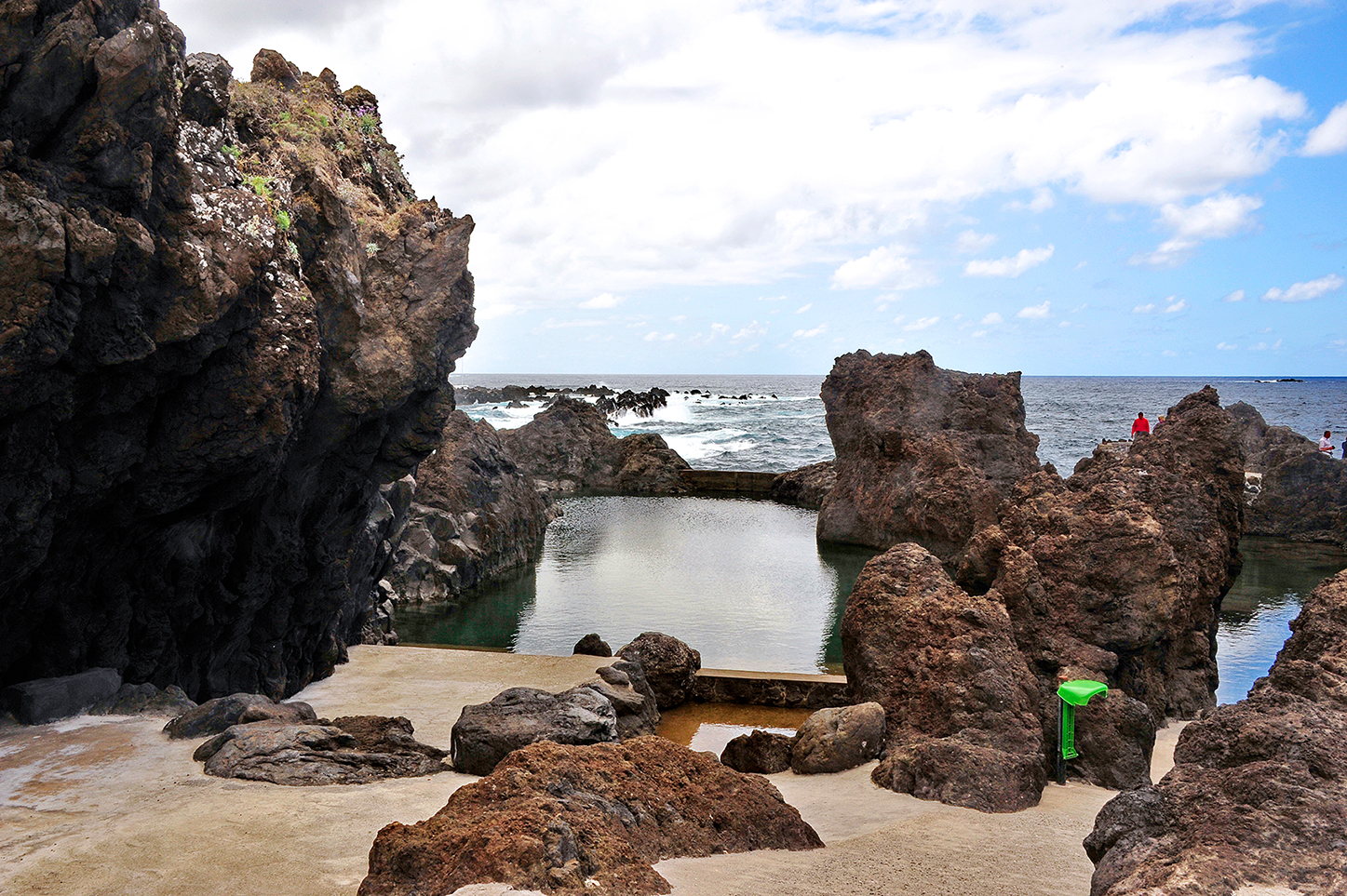
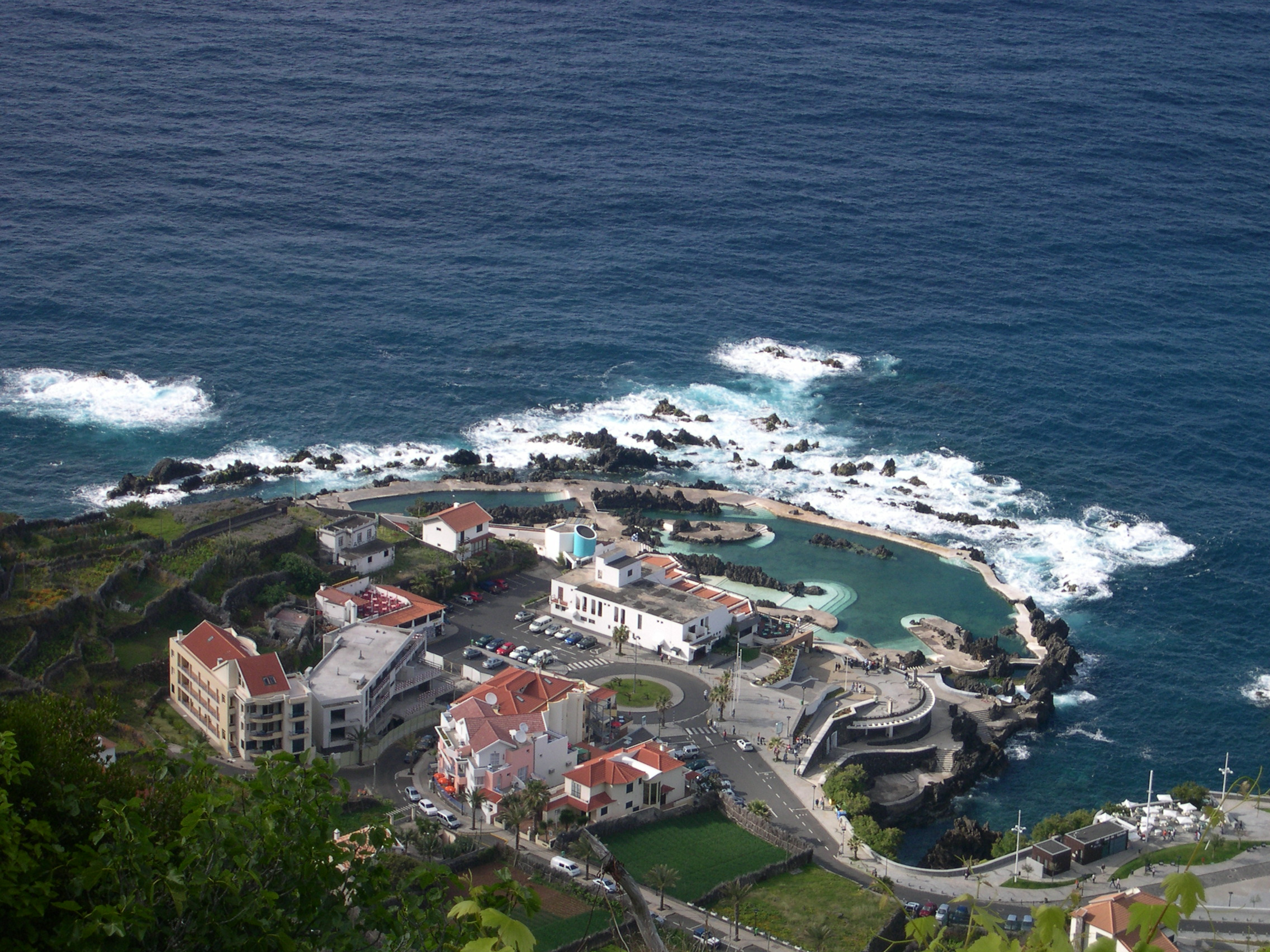
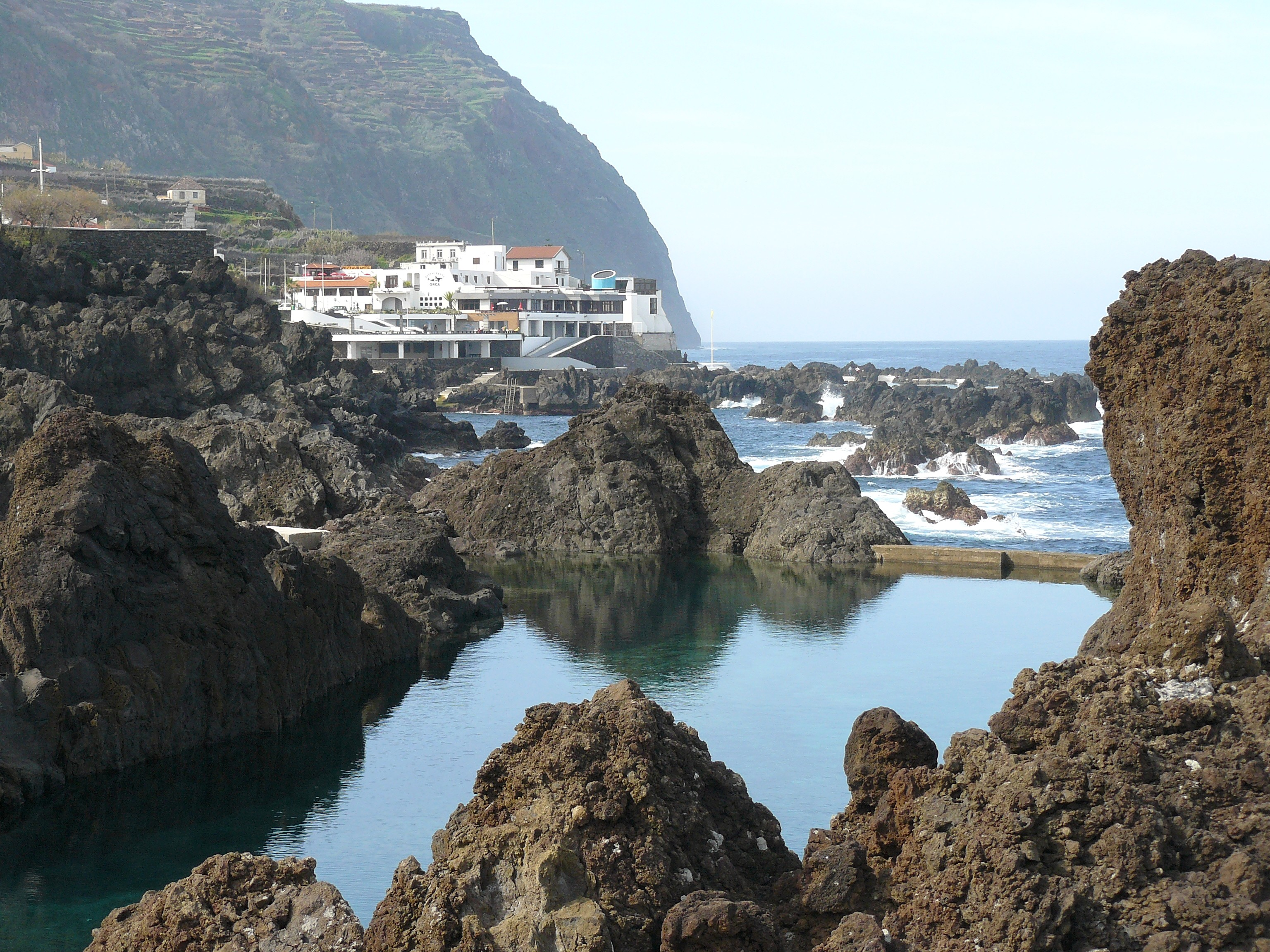
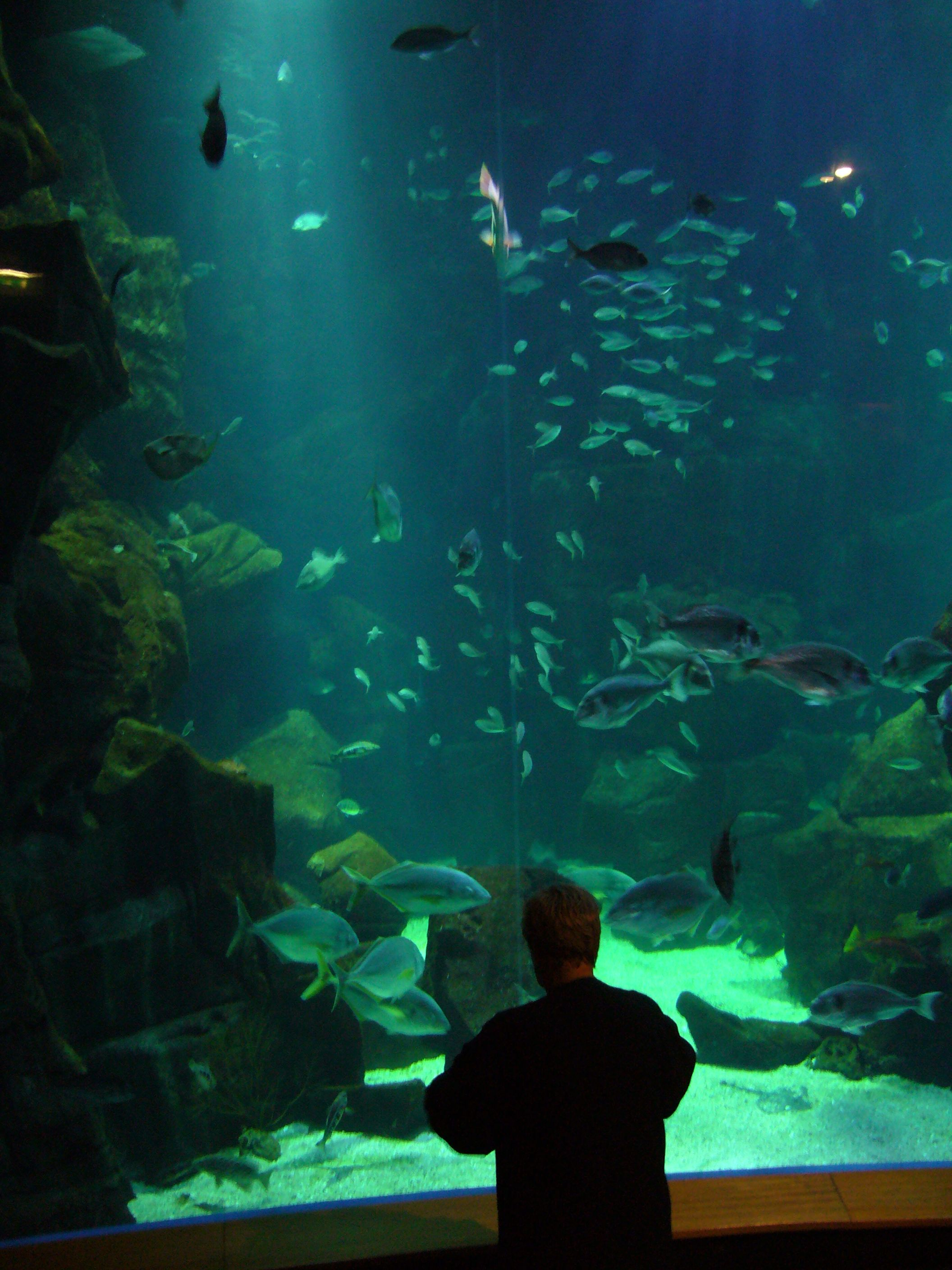
Aquarium de Madère

|                | Nord: Océan Atlantique |                  |
| Ouest: Calheta | Porto Moniz            | Est: São Vicente |
|                | Sud: Ponta do Sol      |                  |